# Snöflickan

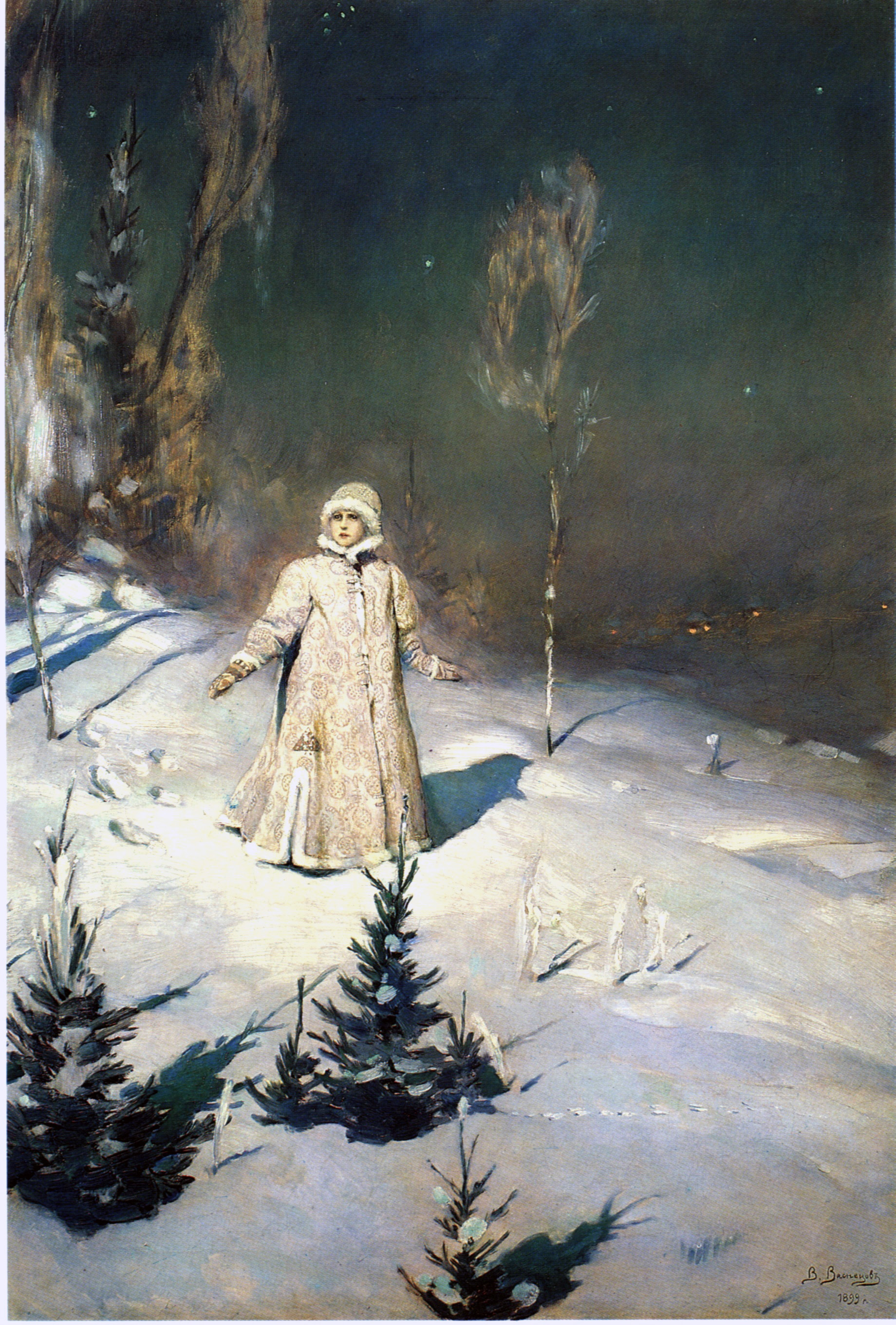
Snöflickan, målning från 1899 av Viktor Vasnetsov.

Snöflickan, på ryska Снегурочка, Snegurotjka, är enligt rysk jul- och nyårstradition Farfar Frosts medhjälpare. Hon är barnbarn till Farfar Frost, och kom under de sovjetiska åren främst att förknippas med nyår, eftersom julen som kristen högtid inte fick firas i det kommunistiska samhället. Hon framställs oftast som klädd i en lång, vacker och silvervit eller blåvit vinterkappa av päls; i modernare tid någon gång istället i en vinteroverall i samma färg.
Snöflickan blev allt vanligare i ryska konstsagor under 1800-talet, och kan inte dateras till äldre slavisk mytologi. Teaterpjäsen "Snöflickan" fick premiär 1873, den var skriven av Aleksandr Ostrovskij. Pjäsen ledde till att Nikolaj Rimskij-Korsakov 1881 skrev operan "Snöflickan" baserad på samma grundberättelse, som fick premiär 1882. I den här versionen är Snöflickan dotter till Vårens fe och kung Bore.